# François-Dominique Mosselman
François-Dominique Mosselman, né le 8 octobre 1754 à Bruxelles et mort le 29 mars 1840 à Paris, est un banquier et maître de forges belge.

## Biographie

### Origines
François-Dominique Mosselman est l'un des fils de Jacques-Dominique Mosselman (nl) (1719-1781), descendant d'une riche lignée de commerçants bouchers et drapiers bruxellois, et de Barbara t'Kint (1721-1773). Il est le père d'Alfred Mosselman, l'un des mécènes les plus importants de la première moitié du XIXe siècle.

### Parcours
Corneille-François Mosselman (1753-1829) et son frère François-Dominique développent l'activité familiale dans le textile et le commerce des grains, devenant bientôt fournisseurs des armées impériales puis, opportunément, françaises, au moment où la Révolution s'exporte en Flandre.
Les frères Mosselman sont proches de Jean-François Vonck, l'un des leaders de la révolution brabançonne.
Fin 1794, François-Dominique ouvre une maison de banque à Paris qui connaît une croissance rapide : il a des capitaux, et il commence à faire de nombreuses acquisitions. En 1798, il possède un immeuble et un comptoir rue Saint-Denis ; il vit désormais entre Bruxelles et Paris.
En 1797 (le 1er prairial an V de la République française), à Bruxelles, il épouse Marie-Louise Tacqué (Bruxelles 1776 - Paris 1828), et qui dispose d'une importante dot ; la plupart des enfants naissent dans la capitale française.
En 1805, il acquiert pour 400 000 francs les propriétés du banquier Jacques-Rose Récamier, alors ruiné, située rue du Mont-Blanc (rue de la Chaussée-d'Antin).
Entre 1813 et 1824, il se porte acquéreur de la Société des Mines et Fonderies de Zinc de la Vieille-Montagne et en fait un pôle industriel majeur, comprenant la mine et les usines de Moresnet, les sites d'Hergenrath, de Saint-Léonard et Angleur, les mines de charbon de Foxhall et Darford en Angleterre, et les usines de Valcanville et d'Hondreville en France.
Jusqu'en 1830, date de l'indépendance de la Belgique, François-Dominique dut défendre ses titres de propriété sur la Vieille Montagne, le site étant disputé par le gouvernement prussien.
En 1832, son fils Alfred Mosselman prend la direction des affaires familiales, créant une sorte de holding appelée Mosselman frères et sœurs, dans laquelle la Banque de Belgique injectera en 1838 quelque 800 000 francs.
François-Dominique Mosselman meurt en 1840 à Paris, à son domicile, qui fut l'ancien salon de Juliette Récamier.

### Descendance

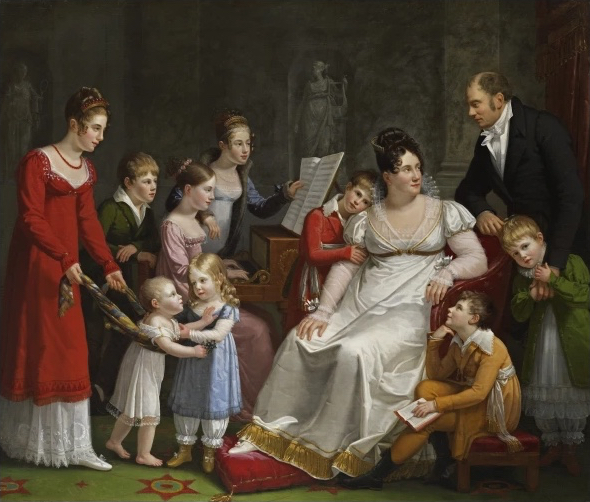
Portrait de la famille Mosselman.

De son mariage avec Marie-Louise Tacqué, il eut onze enfants :
- Louis-Joseph (1798).
- Jenny Mosselman (1799-1867) qui épouse Henry-Frédéric Fontenilliat (1793-1864), régent de la Banque de France et beau-père d'Auguste Casimir-Perier et de Gaston d'Audiffret-Pasquier.
- Marie-Flore Mosselman (1800-1834) qui épousé son cousin Théodore Mosselman du Chenoy.
- Lise Mosselman (1800-1862) qui épouse le banquier Denis-François-Paul Sauvage (1800-1870), dont sont issus les Sauvage de Brantes (Anne-Aymone Giscard d'Estaing).
- Émile Mosselman (1802-1833), qui devient le confident de son père, mais meurt des suites d'un accident.
- Achille Mosselman (1804-1822), étudiant à l'École des Mines.
- Jules Mosselman (1805-1819)
- Fanny Mosselman (1808-1880), épouse de l'ambassadeur Charles Le Hon et maîtresse de Charles de Morny.
- Alfred Mosselman (1810-1867), industriel et mécène.
- Hippolyte-Charles Mosselman (1811-1813).
- Hippolyte-Leopold Mosselman (1816-1873), éleveur de chevaux.